# Holdorf (Baja Sajonia)
Holdorf es un municipio situado en el distrito de Vechta, en el estado federado de Baja Sajonia (Alemania). Su población estimada a finales de 2016 era de 7053 habitantes.
Se encuentra ubicado a poca distancia al sur de la ciudad de Bremen y al norte de la frontera con el estado de Renania del Norte-Westfalia.